# Congo Lament
| Recensione | Giudizio |
| ---------- | -------- |
| AllMusic   |          |

Congo Lament è un album postumo  del tenorsassofonista statunitense Ike Quebec, pubblicato dalla Blue Note Records nel febbraio del 1981.

## Tracce

### LP (1981, Blue Note Records, LT-1089)
Lato A
1. B. G.'s Groove Two – 6:12 (musica: Bennie Green)
2. Congo Lament – 6:51 (musica: Bennie Green)
3. Que's Pills – 5:42 (musica: Stanley Turrentine)

Durata totale: 18:45
Lato B
1. See See Rider – 9:01 (Ma Rainey)
2. I. Q. Shuffle – 9:46 (musica: Ike Quebec)

Durata totale: 18:47

## Formazione
- Ike Quebec – sassofono tenore
- Stanley Turrentine – sassofono tenore
- Bennie Green – trombone
- Sonny Clark – pianoforte
- Milt Hinton – contrabbasso
- Art Blakey – batteria

### Produzione
- Alfred Lion – produzione (sessione originale)
- Michael Cuscuna – produzione (realizzazione album)
- Registrazioni effettuate il 20 gennaio 1962 al Van Gelder Studio di Englewood Cliffs, New Jersey (Stati Uniti)
- Rudy Van Gelder – ingegnere delle registrazioni
- Tony Sestanovich – ingegnere del remixaggio
- Bill Burks – grafica e design copertina album originale
- Don Peterson – foto copertina album originale
- Michael Cuscuna – note retrocopertina album originale[3]